# Ила-Орангун
Ила-Орангун (другие названия — Ила, Ила Орангун) (англ. Ila Orangun) — город в юго-западной части Нигерии, на территории штата Осун. Входит в состав и является административным центром района местного управления Ила.
Расположен на северо-востоке штата Осун рядом с границей штата Квара, в 12 км к северо-востоку от густонаселённого города Оке-Ила-Орангун.
Население по данным переписи 2006 года составляло около 197 000 жителей.

## История
Столица древнего города-государства с тем же названием в районе Игбомина Йорубаленда в юго-западной Нигерии. Занимает важное место в истории народа йоруба.
Сейчас промышленный центр. Развита деревообрабатывающая промышленность, производство столярных и кузнечно-сварочных изделий.